# ブリツ
ブリツ（セルビア語:Блиц / Blic、「稲妻」）は、リンギヤー（Ringier）グループが保有するセルビアの日刊紙である。
1996年に創刊され、2000年代半ばには内容的に深化したものの、その紙名のとおり、基本的には単純で大衆の関心をひきつける紙面構成となっている。最大期には25万部が発行された。

## 保有者
本紙はリンギヤーの在セルビア子会社であるリンギエル有限会社（Ringier d.o.o.、旧称:Blic Press d.o.o.）が発行している。2008年7月、イェレナ・ドラクリッチ＝ペトロヴィッチ（Jelena Drakulić-Petrović）がリンギエル有限会社の最高経営責任者に就任した。
以前はウィーン・キャピタル・パートナーズ（Vienna Capital Partners）が株式を保有していた。

## 関連誌
ブリツは創刊以来、ブリツ・ヨーロッパ（Blic-Europa、2006年5月31日廃刊）、ブリツ・ジェナ（Blic Žena）、ブリツ・プルス（Blic Puls）、エウロ・ブリツ（Euro Blic、スルプスカ共和国で発行）など、様々な関連誌を発行してきた。

## 歴史
1996年に、ペーター・ケルベル（Peter Kelbel）やアレクサンダル・ルプシッチ（Aleksandar Lupšić）などのオーストリアの実業家らによって創刊された。彼らは、同時期にスロヴァキアの日刊紙ノヴィー・チャス（Nový čas）を取得している。ルプシッチは、当時のセルビア共和国大統領スロボダン・ミロシェヴィッチの妻・ミリャナ・マルコヴィッチやマルコヴィッチ率いるユーゴスラヴィア左翼党（Yugoslav Left）と深いつながりを持っていた。ブリツの創刊号は1996年9月16日に発行され、当時のユーゴスラヴィア連邦共和国では10番目の発行部数を記録した。これより発行部数の多かった上位9紙は、ポリティカ、ボルバ（Borba）、ドネヴニク（Dnevnik）は、ポビェダ（Pobjeda）、ナロドネ・ノヴィネ（Narodne novine）、ヴェチェルニェ・ノヴォスティ（Večernje novosti）、ポリティカ・エクスプレス（Politika ekspres）、ナシャ・ボルバ（Naša borba）、ドネヴニ・テレグラフ（Dnevni telegraf）である。
ブリツの創刊者たちは、これに先立ってプラハの日刊紙を買収して新聞社経営のノウハウを蓄え、経営拡大の意欲を持っていた。彼らはセルビアでの事業のために、マノイロ・ヴコティッチ・“マニョ”（Manojlo "Manjo" Vukotić）を編集長に据えた。
1990年代以降の他のセルビアのマスメディア同様に、ブリツの経営陣は不透明なものであった。ブリツは、1996年3月にベオグラードで登録された有限会社・ブリツ・プルス有限会社（Blic Press d.o.o.）によって発行されていた。ブリツ・プルス有限会社の登記上の保有者は、ベオグラード在住のミロラド・ペロヴィッチ（Milorad Perovic）が51%、リヒテンシュタインに拠点を置くMitsui Securities Eastern Europe Fund AGが49%とされ、Mitsuiの保有者については記載されていない。
当初、ブリツの報道姿勢は、話を単純化し短く分かりやすくまとめ、また多数のエンターテインメント要素を取り扱う、典型的なタブロイド・ジャーナリズムであった。創刊当時は1部1ディナルで、5万部が流通した。また、フォルクスワーゲン・ポロや3万ドイツ・マルクなどを景品とした富くじを掲載し、創刊から2週間で売上は30%上昇した。

### 1996年 - 1997年: セルビアでの抗議運動
1996年11月、セルビアの全ての市町村（オプシュティナ）で統一地方選挙が行われた。選挙では民主党やセルビア再生運動などの野党が躍進したが、スロボダン・ミロシェヴィッチはこの選挙結果の受け入れを拒否し、抗議運動（1996–1997 protests in Serbia）に発展した。ブリツはすぐに選挙結果を支持する立場をとり、流通部数は20万部にまで伸びたが、同時にミロシェヴィッチ政権の反感を買うこととなった。
国営メディアは抗議運動についてほぼ全く取り扱わず、独立メディアの書いている内容は誤りだと報じている中、ブリツは毎日、抗議運動を紙面で大きく取り上げ続けた。ミロシェヴィッチ政権による報復は素早く、ブリツの印刷や販売所の使用を制限し、国営の印刷所は8万部以上の印刷を拒否した。1996年の11月29日（ユーゴスラビア社会主義連邦共和国建国記念日）、国営のボルバ印刷所はブリツの編集部に対し、「技術的理由により」ブリツ側の要求する23万5千部を印刷できないと伝え、その3分の1程度を印刷部数の上限とした。このため、国営のぼるば印刷所の他に、民営のABCプロドゥクトが印刷したものが市中の販売所に出回るようになった。しかし、抗議運動を大胆に取り扱ったブリツの新方針は撤回され、従来のエンターテインメントと軽々しいニュース報道に戻された。ブリツが雇用する43人のジャーナリストはこの問題を避け、編集長のマニョ・ヴコティッチと副編集長のツヴィエティン・ミリヴォイェヴィッチ（Cvijetin Milivojević）は同問題に抗議して辞任した。特に問題の中心となったのは、「我々は暴力を推奨しない」と題される記事は政権寄りの内容で、ブリツの保有者を代表してペーター・ケルベルが書いたとされている。この記事でケルベルは抗議運動を非難し、体制を支持するよう呼びかけ、「ユーゴスラヴィアは生産的な人々を求めており、群れになって狩りをするオオカミ（vuk）を求めてはない」と書き、暗に野党指導者のヴク・ドラシュコヴィッチ（Vuk Drašković）を非難している（「ヴク（vuk）」はセルビア語で「オオカミ」を意味する）。これ以降、ブリツは抗議運動を紙面であまり取り上げなくなり、発行部数も減少した。ブリツは政権からの圧力に屈した形となり、大幅に政治報道を減らした
体制に屈したことで、ブリツの保有者は自社のジャーナリストや編集者たち、セルビアの野党からの非難を浴びることとなった。1996年12月、ブリツのジャーナリストや編集者たちは、野党の民主党の支持を受けて独自の新聞「デモクラツィヤ（Demokratija）」を立ち上げた。ブリツの転向に嫌気して一時見を引いていたヴコティッチらブリツのスタッフの中には、後に復帰してきた者も少なくなかったが、ブリツの発行部数は6万部ほどにまで落ち込んだ。
その後ブリツは新たに民営の印刷所と契約し、発行部数は16万部ちかくまで回復した。

### グラス・ヤヴノスティ
1998年4月、編集長のマニョ・ヴコティッチは、ブリツ保有者のひとりアレクサンダル・ルプシッチとの対立により編集長の地位を降りる。ブリツのスタッフの半数以上がヴコティッチと道を共にした。当時、ブリツを印刷していた民営の印刷所ABCプロドゥクトの保有者・ラディスラヴ・ロディッチ（Radisav Rodić）と渡りをつけた彼らは、ロディッチの資金援助のもと、新たにグラス・ヤヴノスティ（Glas javnosti、創刊当初は「ノヴィ・ブリツ」と名乗っていた）を創刊した。ロディッチはこれによって新聞社経営に乗り出すこととなった。

### リンギヤーによる買収
2004年、ルプシッチらのグループはブリツをスイスのマスメディア企業リンギヤー（Ringier）に売却した。ルプシッチら創業者グループは、売却によって創刊時の投資額の2倍の資金を手にした。

### デヤン・シミッチ問題
2006年1月11日に、セルビア国立銀行（National Bank of Serbia）副総裁が、セルビア社会党のヴラディミル・ザグラジャニン（Vladimir Zagrađanin）から10万ユーロの賄賂を受け取った現行犯で逮捕された事件に関して、ブリツは2月4日の記事中で警察やセルビア政府と全く異なる背景を主張した。ブリツの記事は、セルビア国立銀行の職員・ドゥシャン・ラリッチ（Dušan Lalić）と、当時の副首相ミロリュブ・ラブス（Miroljub Labus）の娘婿が、賄賂事件の黒幕と主張した。更に、副首相ミロリュブ・ラブスが、娘婿を起訴しないように1晩中かけて首相ヴォイスラヴ・コシュトニツァを説得したのではないかと主張した。そして、警察による捜査が上層部へと拡大したのを中止させ、国立銀行総裁ラドヴァン・イェラシッチ（Radovan Jelašić）やドゥシャン・ラリッチらの逮捕を阻止したとして、内務大臣ドラガン・ヨチッチ（Dragan Jočić）をも非難の対象とした。ブリツの主張によると、セルビア社会党のイヴィツァ・ダチッチは、警察による強制捜査をほんの数分前のところで免れたとしている。ブリツは、連立与党の一角として5議席でキャスティングヴォートを握る少数政党を、政権内に留めておくために捜査の恣意的な中止がされたと強調している。
嫌疑を受けた人物らは疑惑を強く否定し、ラブスはブリツに対する訴訟をすると表明した。

### ラトコ・クネジェヴィッチのインタビュー
2009年7月27日、元ワシントンD.C.駐在のモンテネグロ通商代表で、同国首相のミロ・ジュカノヴィッチと深いつながりを持つラトコ・クネジェヴィッチ（Ratko Knežević）へのインタビューを掲載した。クネジェヴィッチは、モンテネグロの日刊紙ヴィイェスティ（Vijesti）のインタビューに対して、クロアチアのジャーナリストイヴォ・プカニッチ（Ivo Pukanić）が2008年10月に殺害された事件の背景にはジュカノヴィッチやその盟友スタンコ・スボティッチ（Stanko Subotić）がいるとして糾弾する発言をしており、ブリツはその2日後にクネジェヴィッチへのインタビューを行った。クネジェヴィッチはまた、十年単位で続いているタバコの密輸にジュカノヴィッチが関与しているとし、事細かにその内容を語った。
ブリツのインタビューは、ジャーナリストのネナド・ヤチモヴィッチ（Nenad Jaćimović）が主導し、1990年代からセルビアで行われてきたタバコの密輸に焦点をあてた。インタビューの中でクネジェヴィッチは、ジュカノヴィッチやスボティッチが率いる「タバコ密輸組織」は、スロボダン・ミロシェヴィッチの右腕であったヨヴィツァ・スタニシッチの協力を受けて活動しており、それによってセルビアは本来得られるべき税収3億ユーロ相当の損害を受けているとしている。クネジェヴィッチはさらに、ブルドーザー革命（Bulldozer Revolution）でジュカノヴィッチは、自身にとって「友好的な」政権をベオグラードに樹立することを目指しており、セルビア大統領ボリス・タディッチに接近するためにあらん限りの努力を尽くしているとしている。ジュカノヴィッチらがタディッチへの接近に失敗すると、タディッチに対抗するセルビアの野党指導者・トミスラヴ・ニコリッチやアレクサンダル・ヴチッチ（Aleksandar Vučić）への関心を強め、パリのオテル・リッツで2007年10月にジュカノヴィッチらはヴチッチに会っている。クネジェヴィッチによると、ジュカノヴィッチやスボティッチはフランス対外治安総局の元職員アルノー・ダンジャン（Arnaud Danjean）の支援を受けていたとされた。更に、タバコ密輸組織はボリス・タディッチの身の安全に対する脅迫を使い、2009年4月25日にソフィアにてクロアチア大統領スティエパン・メシッチに会い、タディッチに関する文書を示してタディッチに危害を加える用意があると脅した。
弁護士を通じ、スボティッチは名誉毀損でブリツを訴えるとし、発表されたプレスリリースの中でクネジェヴィッチとブリツの編集長ヴェセリン・シモノヴィッチの職業的・道徳的信頼性への疑問を表明した。クネジェヴィッチはこれ反論し、ヴィイェスティ、ブリツおよびNINに書かれた自身の言葉ひとつひとつ全てに確信を持っているとした。またこの中でクネジェヴィッチは、ラドヴァン・ストイチッチ（Radovan Stojičić）やユスフ・ブリッチ（Jusuf "Jusa" Bulić）、ヴァニャ・ボカン（Vanja Bokan）、ゴラン・ジュギッチ（Goran Žugić）、ダルコ・ラスポポヴィッチ（Darko "Beli" Raspopović）、ブラゴタ・セクリッチ（Blagota "Baja" Sekulić）などの名を出して、これらはタバコ密輸に関与した人物で、スタニシッチ、スボティッチおよびジュカノヴィッチからの直接の依頼により殺害されたと話した。